# Moses Bendix
Moses Bendix (1800 – 7. April 1845) war ein deutscher Textilunternehmer.

## Leben

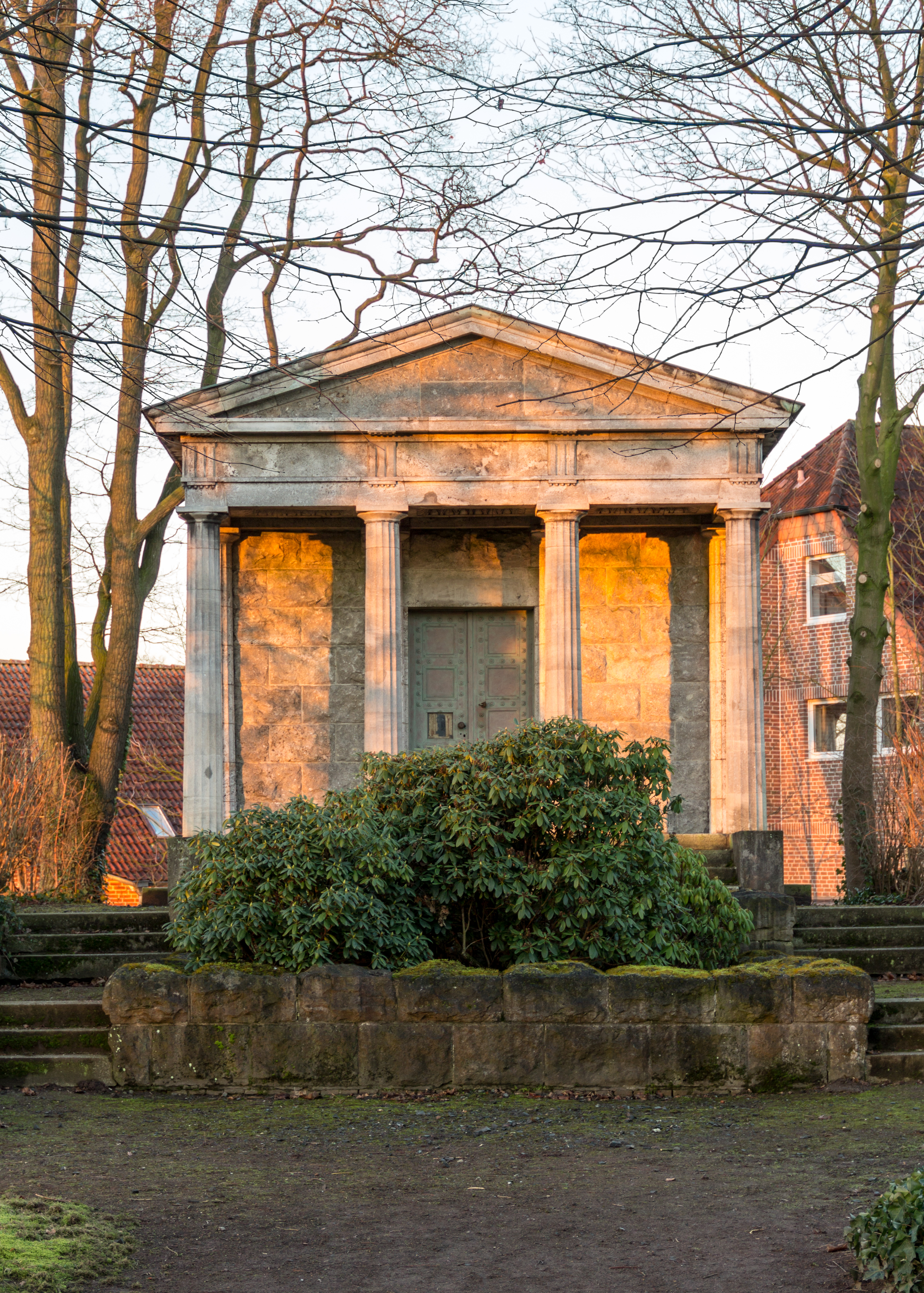
Mausoleum der Familie Bendix auf dem jüdischen Friedhof in Dülmen

Die jüdischen Vorfahren von Moses Bendix lebten seit Generationen in Billerbeck. Er heiratete am 4. Februar 1824 die Dülmenerin Sara Pins (1805–1873), aus einer wohlhabenden jüdischen Familie stammend, und gründete noch im selben Jahr in Dülmen einen Textilhandel.
Moses Bendix betrieb den Textilhandel in einem Haus an der Königstraße (heute Viktorstraße). Von Dülmener Spinnern und Webern wurden in Heimarbeit aus selbst geerntetem Flachs gesponnene Garne und gewebte Stoffe aufgekauft und dann weiter veräußert. Moses Bendix bediente sich bald auch des ertragreicheren Verlagssystems: Die notwendigen Rohstoffe wurden im Bielefelder Raum gekauft und von den Dülmener Heimwebern gegen Lohn zu Stoffbahnen gewebt. Anschließend übernahm Moses Bendix die Stoffe und veräußerte sie.
Die Familie Bendix betrieb auch Kreditgeschäfte, denn die Sparkassen in Dülmen und Coesfeld wurden erst später gegründet.
Aus der Ehe von Sara und Moses Bendix gingen vier Söhne, von denen Herz Bendix (1826– 1827) sehr früh verstarb, und fünf Töchter hervor. Die Söhne Pins Bendix (1832–1878), Leeser Bendix (1839–1882) und Meyer Bendix (1843–1905) ließen sich nach ihrer Ausbildung alle in Dülmen als Kaufleute nieder.
Als Moses Bendix bereits früh verstarb, übernahm seine Frau das Geschäft, das sie einschließlich aller Immobilien am 4. April 1867 auf ihre drei Söhne übertrug. Das Unternehmen firmierte weiterhin unter „Witwe M. Bendix“. Die Nachfahren entwickelten das Unternehmen zu Dülmens größtem Arbeitgeber. Das Unternehmen existierte bis 1993.